# Kolbuszowa Dolna
Kolbuszowa Dolna – wieś w Polsce położona w województwie podkarpackim, w powiecie kolbuszowskim, w gminie Kolbuszowa.
Do 1948 roku miejscowość była siedzibą gminy Kolbuszowa Dolna. W latach 1954–1972 wieś należała i była siedzibą władz gromady Kolbuszowa Dolna. W latach 1975–1998 miejscowość administracyjnie należała do województwa rzeszowskiego.
| SIMC    | Nazwa            | Rodzaj    |
| ------- | ---------------- | --------- |
| 0652270 | Strona Majdańska | część wsi |
| 0652286 | Strona Mielecka  | część wsi |

Nieoficjalne nazwy części wsi (przysiółki): Dubas, Zarębki
Nazwy obiektów fizjograficznych:
- las – Chójki, Księży, Zwierznik,
- pole – Góra, Pod Dąbrówką, Pod Dubasem,
- pastwisko – Błonie,
- łąka – Pod Dąbrówką, Pod Dubasem, Potoki,
- rzeka – Nil,
- rów – Sónna.

## Sport
W miejscowości działa Międzyszkolny Uczniowski Klub Sportowy Sokół Kolbuszowa Dolna, który został założony w 1967 roku. W 2025 roku klub awansował do III ligi gr. IV.